# Транзакционный секс
Транзакцио́нный секс — сексуальные отношения, в которых важным фактором является предоставление или получение подарков, денег и других услуг. Участники не всегда относят себя к категории проституток или клиентов, зачастую они склонны думать, что у них обычные отношения формата «парень—девушка». Те, кто предлагает секс, могут как испытывать, так и не испытывать привязанности к своему партнёру.
Или разновидность секс-услуг, в которой обмен денежного вознаграждения на секс включает в себя набор обязательств шире, чем при традиционном формате оказания сексуальных услуг, не касающихся брака, которые могут не быть связаны с заранее установленными платежами или подарками, но в которых есть определённая материальная выгода от предоставления интимных услуг.

## В странах Африки к югу от Сахары
Распространенность транзакционного секса в странах Африки к югу от Сахары, характерная для внебрачных отношений лиц с любой категорий доходов. Тесно связана с социально-культурными ожиданиями в отношениях полов, когда мужчина должен выступать в качестве поставщика ресурсов для своих партнёрш, а женщины ожидают компенсации за секс. Это приводит к неявным предположениям об обмене, когда, например, мужчина может купить девушке напиток, а принятие ею напитка подразумевает готовность заниматься сексом. Транзакционный секс также становится средством облегчения миграции в тех местах, где молодые девушки имеют интимные отношения с более взрослыми мужчинами, например, из Европы или Северной Америки.
Общее согласие среди тех, кто изучает транзакционный секс, заключается в том, что он связан с совокупным воздействием бедности, влияния западного потребления, различий в экономических возможностях между мужчинами и женщинами и разрушением традиционных африканских традиций брака, связанных с благосостоянием невесты. Некоторые ученые также связывают транзакционный секс с использованием женской эротической силы и новых стратегий между поколениями и утверждают, что они являются частью более широкой моральной экономики, где деньги, которые молодые девушки зарабатывают на транзакционном сексе, перераспределяются между родственниками и сверстниками.
Такого рода отношения распространены не только в странах Африки к югу от Сахары, но также все чаще встречаются в других частях мира, таких как Юго-Восточная Азия.